# Bündner Woche
Die Bündner Woche (Eigenschreibweise abgekürzt büwo) ist eine Gratis-Regional- und -Wochenzeitung im Kanton Graubünden, die jeweils mittwochs im Churer Rheintal, im Prättigau und Davos erscheint.
Sie gehört zur Südostschweiz Mediengruppe und hat eine Gesamtauflagezahl von 51'675 (Vj. 51'636) Exemplaren.
Der Redaktionssitz befindet sich in Chur. Die Artikel sind durchgehend deutschsprachig verfasst.
Die in der Bündner Woche erscheinenden Forschungsbeiträge der Academia Rætica werden in jährlichen Sammelbänden publiziert.